# Prutz
Prutz es una localidad situada en el distrito de Landeck, en el estado de Tirol, Austria. Tiene una población estimada, a principios del año 2022, de 1835 habitantes.
Está ubicada al suroeste del estado, al oeste de la ciudad de Innsbruck —la capital del estado—, en el valle del río Eno y cerca de la frontera con Suiza, Italia y con el estado de Vorarlberg.